# Le Train d'Erlingen
Le Train d'Erlingen ou La métamorphose de Dieu est un roman de Boualem Sansal publié en 2018 aux éditions Gallimard.

## Composition
Le livre est composé, pour la première partie (La réalité de la métamorphose, pp. 15-139), de lettres d'Ute à sa fille Hannah, et d'éléments de roman écrits par Ute. Tous les documents (après 2000) ne sont pas envoyés à Hannah, mais sont supposés être dissimulés dans une cache connue d'elles deux seules, pour un écrit à réaliser ultérieurement. 
La seconde partie (La métamorphose de la réalité, pp. 141-245), est constituée (en 2016) de lettres de Léa à sa mère morte, Elisabeth Potier, (à communiquer par télépathie au ciel), entrecoupées d'éléments de roman écrits également par Léa, qui essaient de correspondre aux éléments de roman rédigés par Ute autrefois.
Un court prologue précède. Un court épilogue suit, avec l'aveu de l'écriture impossible d'écrire le roman envisagé, puis un post-scriptum termine le texte, consistant surtout en un e-mail de 2016, de Nele, la petite élève de maman, qui envisage d'écrire l'histoire des Potier...

## Résumé: Ebert
Ute écrit, seulement pour elle et sa fille, la saga familiale des Ebert, qui depuis deux siècles règnent sur l'un des plus grands empires financiers et industriels du monde (p. 80), pas celle du Who's Who, mais la vraie. 
Ernst Hans-Günter Ebert, né en 1812 ou en 1815, peu importe, a été aussi et d'abord Ebert le poivrot, le clodo, le dingo, le rigolo, le soûlot, le trip'idiot d'une chanson, avant d'arriver à New York en 1832, d'ouvrir vers 1844 un Ebert Hardware Store à Clifton (Arizona), alors noyau d'un futur village, en pays indien pueblo, puis l’Ebert Incorporated. Sa rapide fortune lui permet des voyages éclair en Europe, où il acquiert un titre de baron et une particule, de quoi se sentir un autre Comte de Monte-Cristo (1844). Iris la pieuse, la prêcheuse, et le riche Ernst à la réputation de saint-homme sont de ces prédicateurs marchands, de ces envahisseurs (c'était nous les envahisseurs (p. 82) : Ernst le négrier, (ou plutôt l'indiennier) (p. 70).
Au grand dam des parents, l'héritier se fit libre-penseur, en attendant de devenir révolutionnaire engagé (p. 70). Après mille tours du monde et tant de désillusions, aggravées par la guerre en Europe (p. 70), le fils aîné, William Cornelius Siegfried, revient à Phoenix (Arizona) en 1915 et hérite en 1918, à 75 ans, devient l'une des premières fortunes des États-Unis, s'installe en Europe (Weimar, Francfort, Genève). Toujours avec La Désobéissance civile (1849) de Henry David Thoreau, même si (ou parce que) l'écheveau des affaires se perdait sur la lune ou sur Jupiter (p. 72), il se suicide en 1924, à 81 ans.
Son fils héritier, Karl, libre-penseur et tête en l'air (p. 74), davantage passionné par la pâtisserie, invente le fameux "der Kônig des Keks" et  le Hero (Biscuit ANZAC), et quitte sans regret la direction au profit de sa cousine Ute, alors étudiante, sans doute vers 1930, mon gentil petit mari (p. 123, ?). 
Réorganiser et l'empire me prit mes plus belles années (p. 78). Puis vint le temps du repos. J'ai jeté mon dévolu sur Erlingen, mon adorable ville natale. (p. 79) : c'est dur pour moi d'être l'héritière d'Ernst l'esclavagiste et la gardienne-receleuse de son immense fortune (p. 82), d’un empire planétaire indestructible (p. 117).
Les lettres sont plus récentes, et semblent dater des années 2000-2010. Fini le capitalisme de papa (p. 42), où la corruption cessait d'être de la corruption, elle était le prix de l'arrangement win-win sur le dos des peuples (p. 42). L'actualité c'est un envahisseur sournois qui est aux portes d'Erlingen, mais aussi de Denake, Warstock, Mörlingen, Kohlindorf la capitale du Land, dans cette région de la Forêt-Noire, le massif du Santanz, les monts Tartagen, en plein épisode neigeux intense avec cols et routes bloqués et avalanches : sans moyens de locomotion, sans armes et bientôt sans vivres, dans une ville coupée du monde, n'ayant aucune expérience du siège et de la guerre, la résistance est un projet vain (p. 45). La population attend un train, dont l'arrivée est chaque jour ajournée.
Un avion aéro-club passe. Un humanoïde à bosse et puant, émergeant de la sylve épaisse et profonde remet à un gamin, dont la grand-mère Euryale est une Gorgone, une missive incompréhensible. Son collègue, messager à moto, transmet l'équivalent compréhensible. Le texte émanant du dirigeant du Land déclare l'état d'urgence renforcé, puis l'évacuation de la population, l'abandon de la ville, le repli sur la capitale. Pour cette Opération Life, il manque encore des machinistes expérimentés volontaires, une deuxième motrice, et du carburant, de quoi embarquer 5 000 personnes par voyage, à cinq par mètre carré. Le tirage au sort des bénéficiaires du premier convoi doit avoir lieu à l'arrivée du train, et un brassard jaune sera remis aux citoyens choisis.
L'introuvable Traité des trois imposteurs (Moïse, Jésus-Christ, Mahomet) semble à Ute avoir quelque chose à voir avec notre roman sur l'envahisseur et le siège qu'il nous impose (p. 84), même s'il vaudrait mieux renommer l'ouvrage le traité de la bêtise humaine face aux divines propositions de Moïse, Jésus et Mahomet (p. 91). Elle se repasse l'enregistrement du discours du maire : Tout est faux mais dit avec les meilleurs accents de la vérité citoyenne (p. 105). Ce qui est tout à fait cohérent avec l'histoire du De tribus impostoribus, dont elle a fini par acquérir un exemplaire :  Tout est alibi, tout est fiction, tout est accessoire (p. 105).
Elle se sait une vieille bourgeoise sans appétit ni coquetterie et sérieusement handicapée de la hanche (p. 114), une vieille femme qui n'arrive pas à conduire sa propre maison, les domestiques et les clandestins qui l'ont squattée (p. 59). Elle cherche à convoquer nos misérables obligés, trois personnes influentes au Gemeinderat, contre la désertion généralisée : nous sommes partout dans le monde, on peut dire que nous sommes le monde, ou que nous l'avons été et que nous le sommes encore (p. 56). Plutôt que de recevoir une délégation de sa domesticité élargie, elle convoque une assemblée générale : nous restons et nous allons nous battre contre ceux qui veulent nous chasser et ceux qui préfèrent capituler... Nous ferons mieux, le train, c'est pour eux, c'est nous qui allons les évacuer d'ici, que dis-je, de la terre,... de la Voie lactée (p. 116). Et elle leur donne cette propriété en pleine propriété (p. 116).
J'ai un plan pour le gang de la Rosa and Co qui va mettre le feu à la ville (p. 118). Rosa Fuchs, l’Immaculée Rosa est la passionaria de La Grande Révolution Libertaire, canal historique, groupuscule mené par son frère libraire, Oswald Fuchs et Guido Bartoldi, propriétaire du parc à ferraille libre-service. Elle est devenue un truc oblong ressemblant à un foie gras géant avec deux petits yeux venimeux et une voix acide qui déchire les nerfs (p. 109), dont les anathèmes réunis, les versets anarchistes, capables de motiver le FSE, Front du Salut d'Erlingen, qui trouve dans les jeunes la troupe utile pour une guerre supposée révolutionnaire. Le chef charismatique à promouvoir, mon cheval de Troie, tout n'est pas vraiment au point, malgré bombages, graffiti, pseudo-attentat, mais peu importe : tout changer pour que rien ne change, purger la société de ses tentations révolutionnaires, remettre les gens au travail dans le strict respect des traditions, puis une fois la mission accomplie (p. 112), se débarrasser des fauteurs de troubles.
La relecture du roman de Virgil Gheorghiu Les Immortels d'Agapia (1964) lui permet de comprendre qu'Erlingen est Agapia (p. 128) : la justice a besoin du crime pour exister. Nier des crimes pour protéger une famille, un pays, une nation, une religion, un prophète, un dieu et vivre l'air de rien est un autre impardonnable crime, l'examen de conscience est une obligation pour tous (p. 129).

## Résumé: Potier
Léa Potier quitte, à 22 ans, la France, ce pauvre royaume malade de sa grandeur passée (p. 152), un pays qui s'éteint en ne croyant à rien, ni à la passion, ni à la résurrection  et plus du tout à la révolution (p. 153), pour Londres. Elle est ravie que sa mère, petite bourgeoise de banlieue  (p. 149), germanophone et germaniste, après vingt ans dans un Lycée de la Seconde Chance en 9.3 (Seine-Saint-Denis), est embauchée dès sa retraite, grâce à une association franco-allemande, comme enseignante française à la retraite pour accompagner à plein temps une jeune enfant dans son éducation (p. 154), par une famille importante de Bremen, et très occupée, les Von Hornberger. 
Cornelia Von Hornberger, Nele, 11 ans, est une jeune personne fragilisée, cyclothymique. Élisabeth la prépare à avoir avec les autres des liens pas seulement conjoncturels et intéressés, mais inscrits dans l'histoire des siens et du monde, pour contribuer à bâtir une société fondée sur l'estime et la solidarité (p. 169). Pour cela, elle entraîne Nele à constituer, avec elle, par internet surtout, un début de dossier, sur sa famille. Le premier, Viktor Hamas Von Hornberger, menton en galoche, a embarqué, à 22 ans, en 1831, à Bremerhaven, marié sur annonce à Margaret Fritz-Krüger, 17 ans, de Lunebourg, arrivé à New York en 1832, faisant fortune lors de la ruée sur le castor au Michigan, en Ontario, au Canada, puis au Venezuela, au Brésil, et enfin en Afrique du Sud, où la famille demeure jusqu'à la fin de l'apartheid en 1991.
Brême est une ville de la Ligue hanséatique, première manifestation de la mondialisation en marche (p. 160). Après 1800, New York est la Terre promise des pauvres et des persécutés de l'Europe (p. 166). Élisabeth se rend en 2015 à la Maison allemande de l'émigration (2005) de Bremerhaven, pour collecter des informations complémentaires. Elle y découvre surtout un personnage en cire écrivant une lettre, datée du 25 février 1832, aux portes de la Nouvelle-Jérusalem (p. 169), signée Ernst Hans-Günter Ebert, ce qui lui ouvre une nouvelle piste de recherche, et d'écriture.
À la suite des attentats du 13 novembre 2015 en France, elle revient en France participer aux manifestations de soutien aux victimes, se fait agresser dans le métro parisien avec les autres, Maria et Beppe, par de jeunes moudjahidines. À l'hôpital, elle finit par se réveiller d'un coma, avec une personnalité troublée, conscience altérée, nouvelle Ute, appelant les proches Hannah, Magda, Helmut, interpellant la municipalité : toutes les fantasmagories, Ute, sa dynastie, Erlingen et les menaces qui pèsent sur sa population sont nées du coma de maman (p. 211).
Plus tard, durant sa brève convalescence, elle se calme, écrit, reconnaît un de ses agresseurs, un ancien élève de la Seconde Chance, le petit Laziz déguisé en sale islamiste en guerre contre le genre humain (p. 223). Puis elle meurt avant la fin de l'année.
Et Léa, indécrottable optimiste, déclare forfait pour l'écriture du roman, et la dénonciation.

## Personnages
- Famille Ebert
  - Ernst Hans-Günter Ebert (1815-1915), l'ancêtre, venu de l'arrière-pays de Düsseldorf, émigré à New-York en 1932, devenu riche, anobli baron Von Ebert en 1844
  - Iris Wilhelmine Dana Rolf (1815-1915), son épouse
  - William Cornelius Siegfried Von Ebert, leur fils aîné (1843-1924) et héritier
  - Johannes Frederic Von Ebert, son frère cadet
  - Karl Ludwig von Ebert, fils héritier de William Cornelius, responsable de 1924
  - Ute Herta Kristen von Ebert, cousine de Karl, héritière, née (et revenue) à Erlingen
  - Hannah, fille d'Ute, vivant à Londres
- Famille Potier
  - Élisabeth Potier, née vers 1950, professeure d'histoire-géographie à la retraite, habitant la Seine-Saint-Denis, victime collatérale de l'attentat islamiste du 13 novembre 2015 à Paris, revenue du coma pour décéder courant décembre 2015, partie vivre deux ans en Allemagne dès sa mise à la retraite (du Lycée de la Deuxième Chance
  - Léa Potier, née vers 1985-1988, partie vivre à Londres à 22 ans, avec une licence ès lettres comme seul diplôme
- Autres
  - Cornelia (Nele) Von Hornberger, et sa famille
  - Magda et Helmut, les petites aides d'Ute, et les différents assistants, domestiques, et autres, qui logent dans la grande maison d'Ute à Erlingen
  - Maria et Giuseppe (Beppe), amis d'Élisabeth
  - Guido Bartoldi, Oswald Fuchs et sa sœur Rosa Fuchs, l’Immaculée Rosa, pasionaria de La Grande Révolution Libertaire Européenne
  - les membres du Conseil Municipal d'Erlingen

## Éditions
- Le Train d'Erlingen, éditions Gallimard, 2018  (ISBN 978-2-07-279-839-9).